# Фекете, Юдит
Юдит Фекете (венг. Fekete Judit) — актриса, режиссёр и сценарист венгерского происхождения.

## Ранние годы
Фекете родилась в городе Печ, Венгрия. Она получила степень бакалавра по актёрскому мастерству в США, после чего переехала в Лондон, где обучалась в Центральной школе сценической речи и драматического искусства, получив там степень магистра по направлению «Актриса экрана». После окончания учёбы Юдит переехала в Лос-Анджелес, Калифорния.

## Карьера
Юдит Факете начала карьеру в киноиндустрии в 2006 году, снявшись в короткометражном фильме Earthly Things в роли Эйприл. Затем она появилась в ряде других короткометражных фильмов, стала режиссёром в короткометражки Genie. В 2012—2016 годах она снималась в сериале «Среди друзей», в котором играла роль Оливии Сентеши. В 2017 году Факете снялась в документальном мини-сериале «Через миллион лет», а в 2019 году исполнила роль Ваньелле из Бругге в сериале «Ведьмак». В 2020 году она снялась в роли Уитни в фильме ужасов «8 могил», в 2021 году появилась в эпизоде сериала «Батист» в роли преподавателя колледжа.

## Фильмография
| Год       |     | Русское название                    | Оригинальное название          | Роль                   |
| --------- | --- | ----------------------------------- | ------------------------------ | ---------------------- |
| 2006      | кор | —                                   | Earthly Things                 | Эйприл                 |
| 2007      | кор | —                                   | The Face of Forget             | н/д                    |
| 2008      | кор | —                                   | And Then She Was Gone          | мама в воспоминаниях   |
| 2008      | кор | —                                   | Creating Discourse             | Лина                   |
| 2008      | кор | —                                   | Licious                        | Джеральдин             |
| 2008      | кор | Жена убийцы                         | The Assassin’s Wife            | Марина Освальд         |
| 2010      | кор | —                                   | Paddle Out                     | Селия                  |
| 2011      | кор | —                                   | Genie                          | Джини                  |
| 2012—2016 | с   | Среди друзей                        | Barátok közt                   | Оливия Сентеши         |
| 2013      | в   | 100 градусов ниже нуля              | 100 Degrees Below Zero         | Лейси                  |
| 2013      | с   | Ответный удар                       | Strike Back                    | заложница              |
| 2014      | ф   | Шесть уроков танцев за шесть недель | Six Dance Lessons in Six Weeks | администратор          |
| 2015      | ф   | Из другого теста                    | Dough                          | преподаватель пилатеса |
| 2017      | с   | Год миллионов                       | Year Million                   | мама на скейте         |
| 2019      | кор | —                                   | Loveless                       | жена                   |
| 2019      | с   | Ведьмак                             | The Witcher                    | Ваньелле из Брюгге     |
| 2020      | ф   | 8 могил                             | 8 Graves                       | Уитни                  |
| 2021      | с   | Батист                              | Baptiste                       | лектор в колледже      |